# エステベンソン・エンカーナシオン
エステベンソン・エンカーナシオン（Estevenson Encarnacion, 1990年6月4日 - ）は、イギリス領アンギラ出身の野球選手（投手）。MLBのミルウォーキー・ブルワーズの傘下に所属。

## 経歴
2011年、クリーブランド・インディアンスと契約。ルーキー級ドミニカン・サマーリーグ・インディアンスでプレー。
2012年に行われた第3回WBC予選のイギリス代表にも選ばれた。シーズンはルーキー級アリゾナリーグ・インディアンスでプレー。
2013年、ミルウォーキー・ブルワーズに移籍。ルーキー級ヘレナ・ブルワーズでプレー。